# Niccolò di Butrinto
Niccolò di Butrinto, noto anche come Niccolò Botrontinense o Niccolò di Ligny, (Lussemburgo, XIII secolo – Toul, 1º marzo 1316) è stato un vescovo e diplomatico lussemburghese.

## Biografia
Lussemburghese di nascita, già suffraganeo del vescovo di Losanna, fu nominato vescovo il 23 maggio 1311 da Papa Clemente V. Conobbe l'Imperatore del Sacro Romano Impero Enrico VII, divenendo suo amico e consigliere. Viaggiò spesso con l'Imperatore tra gli stati italiani e Avignone svolgendo il ruolo di diplomatico e cronista e dedicò un'opera a un suo viaggio, il suo ultimo in Italia, intitolata Relazione sul viaggio italico di Enrico VII e scritta poco prima della sua morte, sopraggiunta il 24 agosto 1313. Si spense a Toul, nel Ducato di Lorena, nel 1316.

## Opere
- (DE, LA)  Nicolai episcopi Botrontinensis relatio de Heinrici VII, imperatoris itinere italico, Herausgegeben von Eduard Heyck, Innsbruck, 1888[3]